# Tom și Jerry în copilărie
Tom și Jerry în copilărie (engleză Tom & Jerry Kids) este un serial de animație coprodus de H-B Production Co. și Turner Entertainment, avându-i în distribuție pe faimoșii staruri pisică-și-șoarece ca copii (pisicuță și șoarece copil). A debutat în 1990 și a continuat să fie difuzat până în 1993. Serialul este despre Tom motanul și Jerry șoarecele în perioada copilăriei și prietenii lor Droopy și Dripple și Spike și Tyke. A început să fie difuzat ca primul program al blocului pentru copii al lui Fox Broadcasting Company, Fox Kids, pe 8 septembrie 1990. În România, serialul a fost difuzat pe Cartoon Network și Boomerang inițial în engleză, dar din 2012 a început să fie difuzat dublat în limba română.
Fiecare episod conține două desene cu Tom și Jerry și un desen cu Droopy și Dripple, Spike și Tyke, motanul Calaboose sau cu alt personaj în mijloc.
În 1993, Droopy și Dripple au apărut în serialul lor scurt derivat, Droopy Maestrul Detectiv.

## Episoade
| N/o       | Titlu român                                         | Titlu englez                                    |
| --------- | --------------------------------------------------- | ----------------------------------------------- |
|           |                                                     |                                                 |
| SEZONUL 1 |                                                     |                                                 |
|           |                                                     |                                                 |
| 01        | Fido cel jucăuș                                     | Flippin’ Fido                                   |
| 01        | Dakota Droopy și mina olandezului rătăcit           | Dakota Droopy & the Lost Dutch Boy Mine         |
| 01        | O după amiază buimacă de câine                      | Dog Daze Afternoon                              |
|           |                                                     |                                                 |
| 02        | Jucăriile tot jucării rămân                         | Toys Will Be Toys                               |
| 02        | Droopy livrează pizza                               | Droopy Delivers                                 |
| 02        | Amicul meu                                          | My Pal                                          |
|           |                                                     |                                                 |
| 03        | Amici preistorici                                   | Prehistoric Pals                                |
| 03        | Super Droop și Dripple se întâlnesc cu Gălbenușarul | Super Droop & Dripple Boy Meet the Yolker       |
| 03        | Marvin cel minunat                                  | Marvelous Marvin                                |
|           |                                                     |                                                 |
| 04        | Bat Mouse                                           | Bat Mouse                                       |
| 04        | Motanul și cățeii                                   | Puss n’ Pups                                    |
| 04        | Croienarul din spațiu                               | Outer Space Rover                               |
|           |                                                     |                                                 |
| 05        | Paraziții                                           | The Vermin                                      |
| 05        | Droopy face gimnastică aerobică                     | Aerobic Droopy                                  |
| 05        | Șoriceii cercetași                                  | Mouse Scouts                                    |
|           |                                                     |                                                 |
| 06        | Sugar Belle îl iubește pe Tom, uneori               | Sugar Belle Loves Tom, Sometimes                |
| 06        | Șoricelul de la mall                                | Mall Mouse                                      |
| 06        | Super pișicher Spike                                | Super Duper Spike                               |
|           |                                                     |                                                 |
| 07        | Haos cosmic                                         | Cosmic Chaos                                    |
| 07        | Droopy de la operă                                  | Droopy of the Opera                             |
| 07        | Pieri de vară la plajă                              | Beach Bummers                                   |
|           |                                                     |                                                 |
| 08        | Aligatorul luptător                                 | Gator Baiter                                    |
| 08        | Pisica păcălită                                     | Hoodwinked Cat                                  |
| 08        | Șoarece medieval                                    | Medieval Mouse                                  |
|           |                                                     |                                                 |
| 09        | Clyde salvatorul                                    | Clyde to the Rescue                             |
| 09        | Droopio și Julieta                                  | Droopio & Juliet                                |
| 09        | Monștrii din labirint                               | Maze Monster Zap Men                            |
|           |                                                     |                                                 |
| 10        | Condorul prăbușit                                   | Crash Condor                                    |
| 10        | Salut, amice                                        | Yo Ho Ho…Bub                                    |
| 10        | Tom face scufundări                                 | Scrub-a-Dub Tom                                 |
|           |                                                     |                                                 |
| 11        | Nicăieri nu e ca pe zăpadă                          | No Biz Like Snow Biz                            |
| 11        | Pudălul maltez                                      | The Maltese Poodle                              |
| 11        | Naufragiatul Tom                                    | Cast Away Tom                                   |
|           |                                                     |                                                 |
| 12        | Micii urfuri                                        | The Little Urfulls                              |
| 12        | Droopo: Primul ogar                                 | Droopo: First Bloodhound                        |
| 12        | Cursa Indy Șoarece 500                              | Indy Mouse 500                                  |
|           |                                                     |                                                 |
| 13        | Vine exterminatorul                                 | Exterminator Cometh                             |
| 13        | Agitație în legiunea străină                        | Foreign Legion Frenzy                           |
| 13        | Urfo se întoarce                                    | Urfo Returns                                    |
|           |                                                     |                                                 |
| SEZONUL 2 |                                                     |                                                 |
|           |                                                     |                                                 |
| 14        |                                                     | Circus Antics                                   |
| 14        | Tres Sheik Poodles                                  |                                                 |
| 14        | Head Banger Buddy                                   |                                                 |
|           |                                                     |                                                 |
| 15        |                                                     | Pump ’Em up Pals                                |
| 15        | Droopyland                                          |                                                 |
| 15        | The Exterminator Cometh…Again                       |                                                 |
|           |                                                     |                                                 |
| 16        |                                                     | Jerry’s Mother                                  |
| 16        | Stage Fright                                        |                                                 |
| 16        | Tom’s Terror                                        |                                                 |
|           |                                                     |                                                 |
| 17        |                                                     | Who Are You, Kitten?                            |
| 17        | Broadway Droopy                                     |                                                 |
| 17        | Pussycat Pirates                                    |                                                 |
|           |                                                     |                                                 |
| 18        |                                                     | Father’s Day                                    |
| 18        | Scourge of the Sky                                  |                                                 |
| 18        | Lightning Bolt the Super Squirrel                   |                                                 |
|           |                                                     |                                                 |
| 19        |                                                     | Amademouse                                      |
| 19        | Muscle Beach Droopy                                 |                                                 |
| 19        | Perky the Fish Pinching Penguin                     |                                                 |
|           |                                                     |                                                 |
| 20        |                                                     | Slowpoke Antonio                                |
| 20        | Haunted Droopy                                      |                                                 |
| 20        | Wildmouse                                           |                                                 |
|           |                                                     |                                                 |
| 21        |                                                     | Catch That Mouse                                |
| 21        | Good Knight Droopy                                  |                                                 |
| 21        | Birthday Surprise                                   |                                                 |
|           |                                                     |                                                 |
| 22        |                                                     | Cleocatra                                       |
| 22        | McWolfenstein                                       |                                                 |
| 22        | Chase School                                        |                                                 |
|           |                                                     |                                                 |
| 23        |                                                     | Zorrito                                         |
| 23        | Deep Sleep Droopy                                   |                                                 |
| 23        | Hard to Swallow                                     |                                                 |
|           |                                                     |                                                 |
| 24        |                                                     | The Little Thinker                              |
| 24        | Rap Rat Is Where It’s At                            |                                                 |
| 24        | My Pet                                              |                                                 |
|           |                                                     |                                                 |
| 25        |                                                     | The Calaboose Cal 495                           |
| 25        | Return of the Chubby Man                            |                                                 |
| 25        | Chumpy Chums                                        |                                                 |
|           |                                                     |                                                 |
| 26        |                                                     | Jerry Hood & Merry Meeces                       |
| 26        | Eradicator Droopy                                   |                                                 |
| 26        | Tyke on a Hike                                      |                                                 |
|           |                                                     |                                                 |
| SEZONUL 3 |                                                     |                                                 |
|           |                                                     |                                                 |
| 27        | Planeta cățeilor                                    | The Planet Dogmania                             |
| 27        | McWolfula                                           | McWolfula                                       |
| 27        | Pisica Catawumpus                                   | Catawumpus Cat                                  |
|           |                                                     |                                                 |
| 28        | Pacoste în vest                                     | Pest in the West                                |
| 28        | Agentul Droopy                                      | Double ’O’ Droopy                               |
| 28        | Tom dădaca                                          | Tom, the Babysitter                             |
|           |                                                     |                                                 |
| 29        |                                                     | Gas Blaster Puss                                |
| 29        | Frica de a zbura                                    | Fear of Flying                                  |
| 29        | Mess Hall Mouser                                    |                                                 |
|           |                                                     |                                                 |
| 30        |                                                     | Toliver’s Twist                                 |
| 30        | Castorul Boomer                                     | Boomer Beaver                                   |
| 30        | Pony Express Droopy                                 |                                                 |
|           |                                                     |                                                 |
| 31        |                                                     | Krazy Klaws                                     |
| 31        | Tyke pe bicicletă                                   | 'Tyke on a Bike                                 |
| 31        | Tarmutt of the Apes                                 |                                                 |
|           |                                                     |                                                 |
| 32        |                                                     | Tom’s Mermouse Mess-Up                          |
| 32        | Nisip în față                                       | Here’s Sand in Your Face                        |
| 32        | Deep Space Droopy                                   |                                                 |
|           |                                                     |                                                 |
| 33        | Termi-servitoare                                    | Termi-Maid                                      |
| 33        | The Fish That Shoulda Got Away                      |                                                 |
| 33        | Droopy’s Rhino                                      |                                                 |
|           |                                                     |                                                 |
| 34        |                                                     | The Break ’n’ Entry Boyz                        |
| 34        | Iubește-mă pe mine și zebra mea                     | Love Me, Love My Zebra                          |
| 34        | Dakota Droopy se întoarce                           | Dakota Droopy Returns                           |
|           |                                                     |                                                 |
| 35        |                                                     | Doom Manor                                      |
| 35        | Barbeque Bust-Up                                    |                                                 |
| 35        | Fabuloșii Droopy și Dripple                         | The Fabulous Droopy & Dripple                   |
|           |                                                     |                                                 |
| 36        | S.O.S. Ninja                                        | S.O.S. Ninja                                    |
| 36        | The Pink Powder Puff Racer                          |                                                 |
| 36        | Spălătorul de mașini                                | Car Wash Droopy                                 |
|           |                                                     |                                                 |
| 37        | Popândăul ajută                                     | Go-Pher Help                                    |
| 37        | Downhill Droopy                                     |                                                 |
| 37        | Down in the Dumps                                   |                                                 |
|           |                                                     |                                                 |
| 38        | Pisică catastrofă                                   | Catastrophe Cat                                 |
| 38        | Droopy și dragonul                                  | Droopy & the Dragon                             |
| 38        | Șoarecele sălbatic II                               | Wildmouse II                                    |
|           |                                                     |                                                 |
| 39        | Problema dublă a lui Tom                            | Tom’s Double Trouble                            |
| 39        | High Seas Hijinks                                   |                                                 |
| 39        | Just Rambling Along                                 |                                                 |
|           |                                                     |                                                 |
| 40        |                                                     | The Watchcat                                    |
| 40        | Du-te pe sloi                                       | Go with the Floe                                |
| 40        | Pooches in Peril                                    |                                                 |
|           |                                                     |                                                 |
| 41        |                                                     | Catch as Cat Can                                |
| 41        | I Dream of Cheezy                                   |                                                 |
| 41        | Pisica fricoasă                                     | Fraidy Cat                                      |
|           |                                                     |                                                 |
| 42        |                                                     | Sing Along with Slowpoke                        |
| 42        | Dakota Droopy & the Great Train Robbery             |                                                 |
| 42        | Legea Droopy                                        | Droopy law                                      |
|           |                                                     |                                                 |
| 43        |                                                     | Stunt Cat                                       |
| 43        | See No Evil                                         |                                                 |
| 43        | Ăsta nu e picnic                                    | This Is No Picnic                               |
|           |                                                     |                                                 |
| 44        | Simfonia fiarelor vechi                             | Scrapheap Symphony                              |
| 44        | Pisică de circ                                      | Circus Cat                                      |
| 44        | Cajun Gumbo                                         |                                                 |
|           |                                                     |                                                 |
| 45        | Vânătorul Pierre                                    | Hunter Pierre                                   |
| 45        | Battered Up                                         |                                                 |
| 45        | Lupta planetei Irwin                                | Conquest of the Planet Irwin                    |
|           |                                                     |                                                 |
| 46        |                                                     | Big Top Droopy                                  |
| 46        | Jerry și vrejul de fasole                           | Jerry & the Beanstalk                           |
| 46        | High Speed Hounds                                   |                                                 |
|           |                                                     |                                                 |
| 47        | Șoarece de apartament                               | Penthouse Mouse                                 |
| 47        | Douăsprezece oi nervoase                            | Twelve Angry Sheep                              |
| 47        | Atacul furnicilor                                   | The Ant Attack                                  |
|           |                                                     |                                                 |
| 48        | Șoarece cu un mesaj                                 | Mouse with a Message                            |
| 48        | It’s the Mad, Mad, Mad, Mad, Dr. McWolf             |                                                 |
| 48        | Lumea sălbatică a bowlingului                       | Wild World of Bowling                           |
|           |                                                     |                                                 |
| 49        |                                                     | Star Wrek                                       |
| 49        | Droop & Deliver                                     |                                                 |
| 49        | Swallow înghițătorul                                | Swallow the Swallow                             |
|           |                                                     |                                                 |
| 50        | Fulgerul surub-Super Veverita-loveste din nou       | Lightning Bolt-The Super Squirrel-Strikes Again |
| 50        | Surely You Joust                                    |                                                 |
| 50        | Rootin’ Tootin’ Slowpoke                            |                                                 |
|           |                                                     |                                                 |
| 51        | Șoarece pompier                                     | Firehouse Mouse                                 |
| 51        | The Wrath of Dark Wolf                              |                                                 |
| 51        | Pound Hound                                         |                                                 |
|           |                                                     |                                                 |
| 52        | Fantoma castelului McLochjaw                        | The Ghost of Castle McLochjaw                   |
| 52        | O mie de clone                                      | A Thousand Clones                               |
| 52        | Roughing It                                         |                                                 |
|           |                                                     |                                                 |
| SEZONUL 4 |                                                     |                                                 |
|           |                                                     |                                                 |
| 53        |                                                     | As the Cheese Turns                             |
| 53        | McVârcolacul din Londra                             | McWerewolf of London                            |
| 53        | Grab That Bird                                      |                                                 |
|           |                                                     |                                                 |
| 54        |                                                     | Cave Mouse                                      |
| 54        | McWolfenstein se întoarce                           | McWolfenstein Returns                           |
| 54        | Construcție distructivă                             | Destructive Construction                        |
|           |                                                     |                                                 |
| 55        | Șoarecele extraterestru                             | Alien Mouse                                     |
| 55        | Droopy Man și Dripple Boy                           | Droopy Man                                      |
| 55        | Abusement Park                                      |                                                 |
|           |                                                     |                                                 |
| 56        | Șoarecele marțian                                   | Martian Mouse                                   |
| 56        | Dark Wolf Strikes Back                              |                                                 |
| 56        | Knockout Pig                                        |                                                 |
|           |                                                     |                                                 |
| 57        | Mușchetarul junior                                  | Musketeer Jr.                                   |
| 57        | Galaxia Droopy                                      | Galaxy Droopy                                   |
| 57        | Întoarcerea furnicilor                              | Return of the Ants                              |
|           |                                                     |                                                 |
| 58        | Droopy Man se întoarce                              | Droopy Man Returns                              |
| 58        | Tom Thumped                                         |                                                 |
| 58        | Droopnet                                            |                                                 |
|           |                                                     |                                                 |
| 59        |                                                     | Right Brother Droopy                            |
| 59        | Skateboarduri ieftine                               | Cheap Skates                                    |
| 59        | Droopy la Hollywood                                 | Hollywood Droopy                                |
|           |                                                     |                                                 |
| 60        |                                                     | Fallen Archers                                  |
| 60        | Când cavalerii erau răciți                          | When Knights Were Cold                          |
| 60        | Șoarecele e mai rapid decât ochiul                  | The Mouth Is Quicker Than the Eye               |
|           |                                                     |                                                 |
| 61        | Oaie de pedeapsă                                    | Mutton for Punishment                           |
| 61        | Cat Counselor Cal                                   |                                                 |
| 61        | Termite Terminator                                  |                                                 |
|           |                                                     |                                                 |
| 62        | Mireasa lui McWolfenstein                           | Bride of McWolfenstein                          |
| 62        | Hillbilly Hootenanny                                |                                                 |
| 62        | El Smoocho                                          |                                                 |
|           |                                                     |                                                 |
| 63        | Droopy la hockey                                    | Droopy Hockey                                   |
| 63        | Tom cu ochi de șoim                                 | Hawkeye Tom                                     |
| 63        | No Tom Like the Present                             |                                                 |
|           |                                                     |                                                 |
| 64        | Droopy murdar                                       | Dirty Droopy                                    |
| 64        | Two Stepping Tom                                    |                                                 |
| 64        | Disc Temper                                         |                                                 |
|           |                                                     |                                                 |
| 65        |                                                     | Order in Volleyball Court                       |
| 65        | King Wildmouse                                      |                                                 |
| 65        | Urmărire spațială                                   | Space Chase                                     |
|           |                                                     |                                                 |

## Legături externe
- tom ve jerry izle Arhivat în 6 iunie 2012, la Wayback Machine.
- Tom și Jerry în copilărie la Internet Movie Database
- Tom și Jerry în copilărie pe TV.com Arhivat în 7 mai 2009, la Wayback Machine.